# Björk Þorsteinsson
Björk Þorsteinsson (nórdico antiguo: Bjǫrk, n. 941) fue un caudillo vikingo de Hof, Vestur-Ísafjarðarsýsla en Islandia. Era hijo de Þorsteinn Þórólfsson y nieto de Þórólfur Mostrarskegg. Es uno de los personajes principales de la saga de Gísla Súrssonar donde se enfrenta a Gísle Súrsson, cuñado de su hermano Þorgrímur Þorsteinsson a quien mata. Björk muestra gran temple y mucha paciencia, llevando el asunto al Althing y buscando la condena para Gísle, sentencia que al final logra y le permite cumplir su venganza. Existe una versión que omite el asesinato de Þorgrímur, y que Björk fue designado sucesor del goðorð de Helgafell cuando decidió emigrar al oeste. Björk se casó con la viuda de su hermano, Þórdís Þorbjörnsdóttir (n. 941), hija de Þorbjörn Þorkelsson, y de esa relación nacieron tres hijos: una hembra, Þuríður (n. 960) y dos varones Þormóður (n. 964) y Sam (n. 968). Þórdís también era hermana de Gísle y fue la principal instigadora de buscar venganza por la muerte de Þorgrímur, aunque tras la muerte de su hermano trece años después de ser declarado proscrito le pesaron los remordimientos y acabó divorciándose de Björk.
Björk aparece también como personaje secundario de la saga Eyrbyggja, y se le menciona en la saga de Grettir, y la saga de Laxdœla.